# Spike le bouledogue
Pour les articles homonymes, voir Spike.
Ne doit pas être confondu avec Spike (Tom et Jerry).
Spike le bouledogue (Spike the Bulldog en VO) est un personnage de dessin animé des séries Looney Tunes et Merrie Melodies, produites par les studios Warner Bros. Il a été créé par Friz Freleng et sa première apparition date de 1952 dans le dessin animé Tree for Two.
Spike a un énorme corps, des muscles puissants et un air féroce. Il porte un chandail rouge à col roulé et petit chapeau melon au sommet de la tête. Spike est brutal et en abuse. Et il s'obstine souvent contre les plus petits, ce qui ne lui porte pas chance.
Il projette l'image d'un chien sûr de lui, gardant presque en permanence un air de marabout. Spike, grâce à son aspect de colosse et de dominant, est celui qui affronte et chasse les chats. Lui et Chester le terrier sont amis pour la vie et sont inséparables.
L'histoire de Spike est indissociable de celle de son grand ami Chester. Ensemble, ils décident d'affronter les chats en général et Sylvestre le chat - alias Grosminet - en particulier.
Dans leur première aventure, Chester et Spike partent à la poursuite de Grosminet, mais à chaque fois que Spike est sur le point de l'attraper, une panthère noire échappée d'un zoo apparaît pour molester Spike.
Dans leur deuxième aventure, Spike et Chester se retrouvent face à un Grosminet venant tout juste d'avaler la célèbre potion de Mister Hyde.
À la fin de leurs aventures, les deux chiens changent de rôle, Chester devenant le dominant avec le chapeau melon et Spike le dominé en admiration devant son idole.
Attention de ne pas le confondre le personnage de Spike le bouledogue avec celui d'Hector le bouledogue, protecteur de Titi. On note aussi la présence de bouledogues qui ont un nom semblable prénommés Spyke (ou Spike) dans la série Tom et Jerry produit par MGM, ainsi que face à Droopy.